# Krypton (televíziós sorozat)
A Krypton 2018-ban bemutatott amerikai televíziós sorozat, ami a DC Comics képregényeit alapul véve készült. A műsor alkotói David S. Goyer és Damian Kindler, a történet főszereplője pedig Superman nagyapja, Seg-El, aki a címszereplő bolygón próbálja helyrehozni családja hírnevét. A főbb szereplők közt megtalálható Cameron Cuffe, Georgina Campbell, Shaun Sipos, Elliot Cowan és Ann Ogbomo.
A sorozatot az Amerikai Egyesült Államokban a SyFy adta le 2018. marcius 21. és 2019. augusztus 14. Között. Magyarországon az HBO mutatta be 2018. június 19-én.

## Cselekmény
A sorozat kétszáz évvel Superman kora előtt játszódik. Az El család fejét, Val-Elt kivégzi Krypton fővárosának, Kandornak a korrupt vezetése árulás miatt, a családot pedig alsóbb osztályba száműzték. Évekkel később a fiatal Seg-Elnek esélye nyílik helyreállítani a család becsületét, amikor be akarják házasítani a Vex családba. Ekkor azonban a Földről származó időutazó, Adam Strange fordul Seg-Elhez segítségért, ugyanis egy kozmikus gonosz megpróbálja kitörölni Superman létezését a téridőből.

## Szereplők
| Szereplő         | Színész                  | Magyar hang     |
| ---------------- | ------------------------ | --------------- |
| Seg-El           | Cameron Cuffe            | Csiby Gergely   |
| Lyta-Zod         | Georgina Campbell        | Móga Piroska    |
| Adam Strange     | Shaun Sipos              | Klem Viktor     |
| Daron-Vex        | Elliot Cowan             | Gémes Antos     |
| Jayna-Zod        | Ann Ogbomo               | Balogh Anna     |
| Dev-Em           | Aaron Pierre             | Konfár Erik     |
| Kem              | Rasmus Hardiker          | Jéger Zsombor   |
| Nyssa-Vex        | Wallis Day               | Nagy Katica     |
| Agykeselyű       | Blake Ritson             | Makranczi Zalán |
| Val-El           | Ian McElhinney           | Barbinek Péter  |
| Charys-El        | Paula Malcomson          | Söptei Andrea   |
| Ter-El           | Rupert Graves            | Epres Attila    |
| Fiatal Seg-El    | Nicholas Witham Mueller  | Szirtes Marcell |
| Dru-Zod tábornok | Colin Salmon             | Király Attila   |
| Ona              | Tipper Seifert-Cleveland | Tóth Mira       |
| Sevi             | India Mullen             | Mészáros Blanka |
| Rhom             | Alexis Raben             | Kis-Kovács Luca |
| Jax-Ur           | Hannah Waddingham        | Bertalan Ágnes  |
| Kol-Da           | Andrea Vasiliou          | Csuha Borbála   |
| Kiyo             | Sarah Armstrong          | Andrádi Zsanett |
| Raika            | Sonita Henry             | Mórocz Adrienn  |
| Junra            | Lukas Loughran           | Hajdu Tibor     |
| Anda             | Kim Adis                 | Schmidt Sára    |
| Tai-Un           | Jennifer Lee Moon        | Bárány Virág    |
| Dar-On           | Patrick Buchanan         | Király Adrián   |

## Epizódok
| Évad | Évad | Részek száma | Részek száma | Eredeti sugárzás  | Eredeti sugárzás    | Eredeti adó | Magyar sugárzás  | Magyar sugárzás      | Magyar adó |
| Évad | Évad | Részek száma | Részek száma | Évadbemutató      | Évadzáró            | Eredeti adó | Évadbemutató     | Évadzáró             | Magyar adó |
| ---- | ---- | ------------ | ------------ | ----------------- | ------------------- | ----------- | ---------------- | -------------------- | ---------- |
|      | 1.   | 10           | 10           | 2018. március 21. | 2018. május 23.     | SyFy        | 2018. június 19. | 2018. augusztus 21.  | HBO        |
|      | 2.   | 10           | 10           | 2019. június 12.  | 2019. augusztus 14. | SyFy        | 2019. július 16. | 2019. szeptember 17. | HBO        |